# 相沢治夫
相沢 治夫（あいざわ はるお、1923年1月28日 - 1995年3月10日）は、日本の俳優。東京市牛込区（現：東京都新宿区）出身。

## 人物
昭和工業技術学校製図課程卒。
シベリア抑留後、舞台芸術学院に所属。1959年には八田元夫と下村正夫と共に東京演劇ゼミナール（現：劇団東演）を結成。
東京俳優生活協同組合所属中の1995年3月10日、肺がんのため死去。72歳没。

## テレビ
- 大河ドラマ（NHK）
  - 太閤記（1965年） - 武者頭
  - 三姉妹（1967年） - 大山格之助
  - 竜馬がゆく（1968年） - 田井久左衛門
  - 元禄太平記（1975年） - 原田源四郎
  - 徳川家康（1983年） - 福富平左衛門
  - 山河燃ゆ（1984年） - 大原弁護人
  - 春の波涛（1985年） - 裁判長
  - 春日局（1989年）
- ウルトラシリーズ（1966年、TBS / 円谷プロ）
  - ウルトラQ 第24話「ゴーガの像」 - 対策本部員・大野
  - ウルトラマン 第19話「悪魔はふたたび」 - 石岡博士
- 荒野の素浪人 第1シリーズ（1972年、NET / 三船プロダクション）
  - 第23話「砂塵! 狙われた辺境の宿」
  - 第36話「策謀 魔の凶悪犯護送」
- 土曜日の女シリーズ 天使が消えていく（1973年、NTV）
- 傷だらけの天使 第1話「宝石泥棒に子守唄を」（1974年、NTV）
- 大都会シリーズ（NTV / 石原プロ）
  - 大都会 闘いの日々 第18話「少年」（1976年）
  - 大都会 PARTII
    - 第20話「狙われる」（1977年）
    - 第44話「殺人捜査」（1978年）

  - 大都会 PARTIII 第6話「東京・クライシス」（1978年）
- 夜明けの刑事 第42話「夫はポルノに殺された!」（1976年、TBS）
- 高原へいらっしゃい 第10話（1976年、TBS）
- スーパー戦隊シリーズ（NET→ANB / 東映）
  - 秘密戦隊ゴレンジャー 第80話「真赤な敵中横断! 希望への脱出」（1977年） - 田村博士
  - 太陽戦隊サンバルカン（1981年）
    - 第2話「人類が消滅する日」 - 小室博士
    - 第41話「七化けドロンパ狸」 - 校長

  - 大戦隊ゴーグルファイブ 第32話「ドキッ骨抜き人間」（1982年） - 水族館館長
- 太陽にほえろ!（NTV / 東宝）
  - 第270話「殿下とライオン」（1977年） - 医師
  - 第277話「身代り」（1977年） - 医師
  - 第309話「危険な時期」（1978年） - 城南医科大学病院医師
  - 第319話「年上の女」（1978年）
  - 第324話「愛よさらば」（1978年） - 医師
  - 第346話「華麗なる証人」（1979年） - 小西専務
  - 第390話「二十歳の殺人」（1980年） - 映画館スタッフ
  - 第424話「拳銃を追え!」（1980年） - 港南署捜査係長
  - 第465話「裏の裏」（1981年） - 高松代議士※ノンクレジット
  - 第482話「ラッサ熱」（1981年） - 駒ヶ嶺病院医師
  - 第564話「夏の別れ」（1983年） - 佐原政治
  - 第570話「遠い想い出」（1983年） - 吉沢課長
- 大江戸捜査網（12ch / 三船プロ）
  - 第294話「流転! 浮世絵の女」（1977年）
  - 第365話「人質救出に賭けた夫婦の絆」（1978年）
  - 第628話「おんな風呂殺しの湯煙り」（1984年） - 新奉行
- 快傑ズバット 第16話「殺しのぬれぎぬ 哀しみの健」、第17話「嘆きの妹 ふたりの健」（1977年、12ch / 東映） - 下田署長
- スパイダーマン 第11話「モンスター教授のウルトラ毒殺」（1978年、12ch / 東映） - 警察病院の医師
- Gメン'75（TBS / 東映）
  - 第195話「プロ野球殺人事件」（1979年） - 相模地裁裁判長
  - 第208話「5月26日絞首刑」（1979年）
  - 第209話「女が見ていた焼殺事件」（1979年） - 捜査一課捜査員
  - 第219話「ニューカレドニア新婚殺人事件」（1979年） - 明和銀行行員
  - 第222話「大暴走! バスジャック」、第223話「バスジャック対四人の狙撃者」（1979年） - 医師
  - 第233話「金髪女性連続殺人事件」（1979年） - 自動車修理工場社長
  - 第243話「奇妙な男と女のギャング」（1980年） - 港南署捜査主任
  - 第247話「午前0時の漂流死体」（1980年） - 手術医
  - 第264話「悪魔の棲む家」（1980年） - 医師
  - 第282話「肉体のない女が呼んでいる」（1980年） - 石田奈美の義父
  - 第296話「雪の夜 悪魔が生んだ赤ん坊」（1981年） - 鑑識課長
- 破れ新九郎 第19話「無惨、狙われた百姓妻」（1979年、ANB / 中村プロ） - 矢住
- 江戸の激斗（1979年、CX）
  - 第2話「闇にひそむ牙」
  - 第13話「名もない男達の詩」
  - 第23話「遊撃隊、内部の敵!?」
- 俺はあばれはっちゃく 第21話（1979年、ANB）
- 江戸の牙 第18話「渡る世間の鬼を斬る」（1980年、ANB / 三船プロ）
- スカイライダー 第49話「ロケット発射! 筑波洋を宇宙の墓場へ」（1980年、MBS / 東映） - 阿久野もとじ（ザンヨウジュー）
- 同心暁蘭之介 第14話「父子十手」（1982年、CX）
- 天まであがれ! パート1 第12話（1982年、NTV） - 下山院長
- 西部警察 PART-III （ANB / 石原プロ）
  - 第32話「杜の都・激震!! -宮城・前編-」（1983年） - 稲垣教授
  - 第41話「幻のチャンピオン」（1984年） - 日東重工本社・工場長
  - 第63話「愛と哀しみの銃弾」（1984年） - 武蔵野刑務所長・越川重吉
- 特捜最前線（ANB / 東映）
  - 第390話「判決・愛が裁かれるとき!」（1984年）
  - 第413話「眠れ父よ、季節はずれの雛人形!」（1985年）
  - 第449話「挑戦・炎の殺人トリック!」（1986年）
- ザ・ハングマン4 第19話「未亡人の毒針が替え玉相続人を刺す!」（1985年、ABC / 松竹） - 津山健太郎
- 恋はミステリー劇場 原島弁護士の愛と悲しみ（1985年、TBS）
- 松本清張サスペンス・見送って（1986年）
- 連続テレビ小説「チョッちゃん」第103話（1987年） - 医師 役
- 特警ウインスペクター 第27話「星を呼ぶ百歳美女」（1990年、ANB） - 春野草堂

## アニメ
- 母をたずねて三千里

## 映画
- 真空地帯
- 異母兄弟
- 私をスキーに連れてって
- 国会へ行こう!

## 舞台
- どん底
- 桜の園
- 飯場
- ナターシャ